# Gelenau/Erzgeb.
Gelenau/Erzgeb. är en kommun och ort Gelenau i Landkreis Erzgebirgskreis i förbundslandet Sachsen i Tyskland. Kommunen har cirka 4 100 invånare.